# The Amazing Spider-Man (franquicia)
La franquicia cinematográfica de The Amazing Spider-Man (conocida en Hispanoamérica como El Sorprendente Hombre Araña) fue el reinicio de las películas de Spider-Man después de la cancelación de la trilogía dirigida por Sam Raimi.
Además de las 2 películas que la conforman, se lanzaron dos videojuegos, tres cómics spin-off (The Amazing Spider-Man: The Prelude Comic, The Amazing Spider-Man: The Official Movie Adaptation y The Amazing Spider-Man: Infinite Comic) y dos bandas sonoras; sobre la franquicia cinematográfica, se habían anunciado otras 2 entregas principales. 
Además se anunciaron dos spin-offs del universo cinematográfico, tales como The Amazing Spider-Man: Los Seis Siniestros y Venom. Luego de la inclusión de Spider-Man al Universo cinematográfico de Marvel, tanto los spin-offs como las respectivas secuelas quedaron suspendidas. Después de la muerte de Gwen. El Spider-Man de esta franquicia dejó de medir sus golpes volviéndose agresivo y siendo cancelado y olvidado por todos.  

## Películas de la franquicia
| Película                 | Fecha de lanzamiento | Director  | Guionista (s)                                  | Historia                                                     | Productor                             |
| ------------------------ | -------------------- | --------- | ---------------------------------------------- | ------------------------------------------------------------ | ------------------------------------- |
| The Amazing Spider-Man   | 3 de julio de 2012   | Marc Webb | James Vanderbilt, Alvin Sargent & Steve Kloves | James Vanderbilt                                             | Laura Ziskin, Avi Arad & Matt Tolmach |
| The Amazing Spider-Man 2 | 2 de mayo de 2014    | Marc Webb | Alex Kurtzman, Roberto Orci & Jeff Pinkner     | Alex Kurtzman, Roberto Orci, Jeff Pinkner & James Vanderbilt | Avi Arad & Matt Tolmach               |

### The Amazing Spider-Man(2012)
Después de ser mordido por una araña modificada genéticamente, el adolescente Peter Parker se vuelve un luchador contra el crimen después de presenciar la muerte de su tío Ben. Mientras comienza una relación con su compañera Gwen Stacy, debe hacer frente al científico Dr. Curtis Connors, el ex socio de su padre y científico en Oscorp que buscando un suero para regenerar su brazo, se convierte en un monstruoso reptil humanoide llamado el Lagarto. Spider-Man debe detenerlo antes de que transforme a toda la ciudad de Nueva York en monstruos como él.

### The Amazing Spider-Man 2: Rise of Electro(2014)
2 años después, Peter tiene problemas entre su vida amorosa con Gwen y su doble vida como Spider-Man; pero Nueva York y tal vez todo el mundo está en grave peligro con el surgimiento de sus dos más grandes rivales: Electro y el Duende Verde.

## Películas canceladas

### The Amazing Spider-Man 3
Sería la secuela de The Amazing Spider-Man 2: Rise of Electro. Tras la polémica generada por la recaudación de The Amazing Spider-Man 2: Rise of Electro, las críticas del público y unas declaraciones de Andrew Garfield que atacaban a Sony Pictures Studios, se empezó a rumorear que el actor no iba a volver para esta tercera entrega, así como Marc Webb, director de la segunda serie de películas de Spider-Man. Finalmente en febrero de 2015, cuando se dio a conocer que Marvel planeaba hacer un reinicio del personaje en 2017, esto confirmó que The Amazing Spider-Man 3 quedó totalmente cancelada a pesar de los rumores de que Andrew Garfield seguiría en el papel del arácnido para Capitán América: Civil War. La película iba a ser anunciada justo después del Mundial Brasil 2014 pero Andrew Garfield no asistió a la junta para firmar los acuerdos, lo cual hizo que Sony Pictures Studios pensara en no terminar esta franquicia y llevó a la empresa a un acuerdo con Marvel para reiniciar la historia del personaje.

### Venom/Carnage
Estaría basado en el personaje Venom y Carnage, aunque nunca tuvo una fecha de estreno definida. En agosto de 2014, se dijo que el título de esta película sería Venom/Carnage. A pesar de la cancelación, en marzo del 2016 Sony anunció que todavía tenían planes para una película individual de Venom y Carnage. Finalmente en 2021 se estrenó Venom: Let There Be Carnage.

### Película femenina
En agosto de 2014, se confirmó que se está trabajando en un spin-off basado en un personaje femenino. Esto se podría tratar de Black Cat o Silver Sable, aunque aún no estaba asegurado. La película se hubiera estrenado en 2017.

### The Sinister Six
Es un spin-off que estaría basado en el grupo de súper villanos, Los Seis Siniestros. Sería dirigido por Drew Goddard.
No se han revelado muchos detalles acerca de la trama pero casi al final de The Amazing Spider-Man 2: Rise of Electro se mostró que un grupo se estaba formando para destruir a Spider-Man comandados, supuestamente, por El Duende Verde diciendo que fuera un grupo pequeño y que ya estaban elegidos los candidatos. Se presenciaron los elementos característicos de los Seis Siniestros en los créditos finales.
Después del acuerdo entre Sony y Marvel la película se pospuso, pero se confirmó que la película estaba en un estado de limbo para ver si Marvel se atrevía a ponerla en marcha.[cita requerida]

## Otros proyectos del personaje

### Spider-Man: Into the Spider-Verse(2018)
A pesar de la cancelación de The Amazing Spider-Man 3, se confirmó que Sony estaba desarrollando una película animada del trepamuros completamente diferente al Universo Cinematográfico de Marvel. La película es escrita por Phil Lord y Christopher Miller y estrenó el 14 de diciembre de 2018.

### Venom(2018)
Aunque cancelaron la película de Venom/Carnage, Sony confirmó en marzo del 2016 que estaban desarrollando una película individual de este personaje, que sería independiente al Universo Cinematográfico de Marvel, al igual que Spider-Man: Into the Spider-Verse. Venom se estrenó el 5 de octubre de 2018.

## Recepción

### Taquilla
| Película                                  | Estreno (Estados Unidos) | Ingresos       | Ingresos       | Ingresos       | Posición  | Posición | Presupuesto      |
| Película                                  | Estreno (Estados Unidos) | Estados Unidos | Internacional  | Mundial        | Dómestico | Mundial  | Presupuesto      |
| ----------------------------------------- | ------------------------ | -------------- | -------------- | -------------- | --------- | -------- | ---------------- |
| The Amazing Spider-Man                    | 3 de julio de 2012       | $262 030 663   | $495 900 000   | $757 930 663   | #89       | #74      | $230 000 000     |
| The Amazing Spider-Man 2: Rise of Electro | 2 de mayo de 2014        | $202 853 933   | $506 128 390   | $708 982 323   | #171      | #90      | $200-293 000 000 |
| Total                                     | Total                    | $464 884 596   | $1 002 028 390 | $1 466 912 986 | #52       | #32      | $430-523 000 000 |

### Crítica
Esta es una lista se muestran las críticas que recibieron las películas de esta franquicia. 
| Película                                  | Rotten Tomatoes         | Rotten Tomatoes      | Rotten Tomatoes      | Metacritic       | CinemaScore | IMDb                | FilmAffinity       |
| Película                                  | Recepción de la crítica | Críticos importantes | Reacción del público | Metacritic       | CinemaScore | IMDb                | FilmAffinity       |
| ----------------------------------------- | ----------------------- | -------------------- | -------------------- | ---------------- | ----------- | ------------------- | ------------------ |
| The Amazing Spider-Man                    | 71% (339 críticas)      | 74% (78 reseñas)     | 77% (812 851 votos)  | 66 (42 críticas) | A-          | 6.9 (678 000 votos) | 5.8 (50 749 votos) |
| The Amazing Spider-Man 2: Rise of Electro | 51% (316 críticas)      | 41% (75 reseñas)     | 64% (220 115 votos)  | 53 (50 críticas) | B+          | 6.6 (517 000 votos) | 5.7 (30 926 votos) |
| Promedio                                  | 61%                     | 58%                  | 71%                  | 60               | A-          | 6.8                 | 5.8                |

## Futuro

### Movimiento #MakeTASM3 y posible crossover de Venom
La aparición de Garfield en No Way Home fue recibida con una recepción muy positiva tanto por parte de los fanáticos como de la crítica. Posteriormente, comenzó una campaña de fanáticos en Twitter con el hashtag #MakeTASM3 para abogar que Sony produjera una tercera película de la franquicia The Amazing Spider-Man, con Garfield retomando su papel. Tanto el hashtag como el nombre de Garfield fueron tendencia en Twitter durante el primer fin de semana de No Way Home en los cines.
Algunos han sugerido que las películas de The Amazing Spider-Man se vuelvan a conectar al Universo Spider-Man de Sony, con la propuesta de que el Spider-Man de Garfield luche contra el Venom de Tom Hardy en una película futura, basada en un diálogo en No Way Home donde el Peter Parker de Garfield se queja de que las versiones de Parker de Tobey Maguire y Tom Holland han llegado a luchar contra extraterrestres mientras que él no. Garfield ha declarado que estaría abierto a retomar su papel de Parker, especialmente junto a Holland y Maguire nuevamente. Garfield también declaró en el podcast "The Happy Sad Confused" que estaría interesado en un crossover de Venom. El 3 de febrero de 2022 durante la promoción de su película Uncharted, Tom Holland expresó su apoyo a un posible The Amazing Spider-Man 3 y declaró que «le encantaría verlo». La cuenta oficial de Twitter de Sony ha reconocido el hashtag #MakeTASM3 e incluso lo ha usado como juego de palabras para promocionar nuevamente sus películas.